# Jack în Scoția
Jack în Scoția este al șaptesprezecelea episod al serialului de desene animate Samurai Jack.

## Subiect
Jack, ajuns cel mai căutat om de pe planetă, se luptă cu niște vânători de recompense, când deodată își face apariția Scoțianul. După ce îi dovedesc pe vânători, Scoțianul îl roagă să-l ajute să-și salveze soția răpită de Stăpânul Vânătorii, care o va devora la răsăritul lunii pline. Scoțianul nu o poate salva singur, căci este păzită de o armată de demoni, iar obiceiurile strămoșești îi interzic să caute ajutor în interiorul propriului clan.
Pe drum spre Ținuturile de Sus, Scoțianul își laudă neîncetat nevasta, descriind-o în cele mai minunate culori.
Scoțianul îl duce mai întâi pe Jack la castelul clanului. Acolo, bărbații clanului tocmai se ospătau. Toți sunt roșcați, mustăcioși, rotofei, cu păr creț pe antebrațe și poartă kilturi, exact ca Scoțianul. Acesta este întâmpinat cu urale, în timp ce înfățișarea lui Jack le stârnește uimirea și hohotele de râs. Dar Scoțianul îi pune la punct și îl așază pe Jack la masă. I se servește tradiționalul haggis, dar lui Jack nu-i place cum miroase.
Tocmai când petrecerea era în toi, apare druidul care bolborosește niște cuvinte indescifrabile, dar pe care Scoțianul le înțelege și îi explică lui Jack că trebuie să treacă testul bărbăției, pentru a dovedi că nu e moale, căci nu trebuie să dezonoreze clanul în lupta cu demonii Stăpânului Vânătorii.
Testul constă în aruncarea unei pietre. După ce un membru al clanului mai solid ca toți ceilalți aruncă ditamai cataroiul la mulți metri distanță, îi vine rândul lui Jack, dar el nu reușește decât o distanță infimă, comparativ. Dar nu se dă bătut, se duce la aruncătorul glorios, care cântărește 200 de pietre, și răsucindu-l în aer, îl aruncă direct cu capul în pietroiul acestuia și trece astfel testul.
Bucuros, Scoțianul îl ia pe Jack pe umăr și pleacă spre castelul Boon, unde soția sa era prizonieră. În timp ce se îndepărtează de castelul clanului, pe lacul de lângă castel se vede plutind o creatură cu gâtul lung, aluzie la monstrul din Lochness. La castelul Boon, Jack creează o diversiune și amândoi escaladează zidurile și pătrund neobservați. Se furișează până la turnul unde era închisă soția, care se dovedește a fi de două ori mai masivă ca Scoțianul însuși și la fel de știrbă ca el. În plus, începe să-l certe și să-l cicălească pe Scoțian, fără oprire. Jack e îngrozit, dar pe Scoțian revederea l-a copleșit de fericire până la lacrimi.
Pentru că o dor picioarele, soția trebuie transportată pe sus. Dar între timp demonii îi descoperiseră și cei trei se trezesc față în față cu toată armata de demoni. Bărbații o lasă jos și se reped în luptă, dar curând obosesc și au rămas încă mulți demoni. Dar deodată apare însuși Stăpânul Vânătorii, sub forma unui minotaur uriaș, cu o voce înfricoșătoare, și o face grasă pe nevastă. Iar ei atât îi trebuia! Deodată se năpustește și cu o lovitură de pumn și una de cap îl face bucăți pe ditamai Stăpânul Vânătorii, iar demonii s-au dovedit pentru ea floare la ureche.
Cei trei părăsesc castelul, care se prăbușește în urma lor.